# Liste der Baudenkmäler in Brannenburg

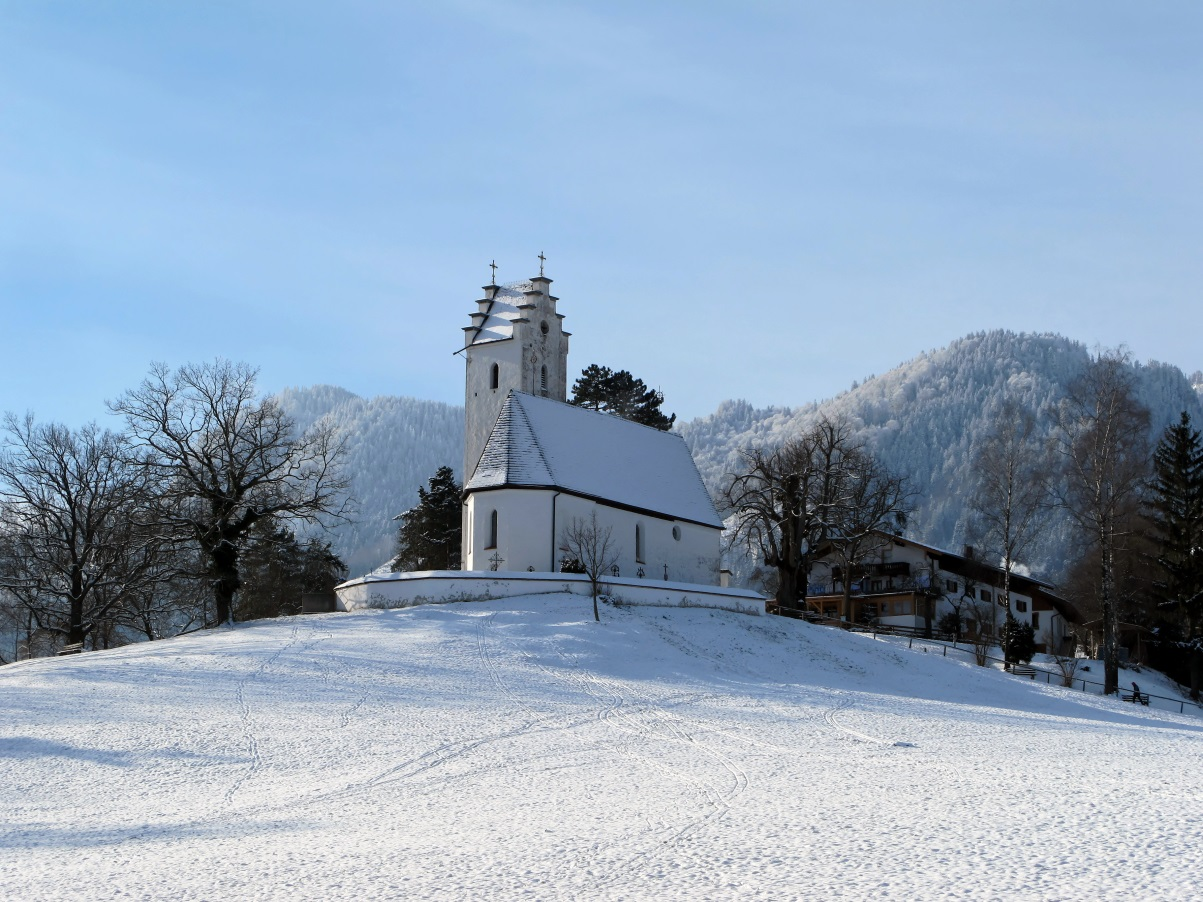
St. Margarethen

Auf dieser Seite sind die Baudenkmäler in der oberbayerischen Gemeinde Brannenburg zusammengestellt. Diese Tabelle ist eine Teilliste der Liste der Baudenkmäler in Bayern. Grundlage ist die Bayerische Denkmalliste, die auf Basis des Bayerischen Denkmalschutzgesetzes vom 1. Oktober 1973 erstmals erstellt wurde und seither durch das Bayerische Landesamt für Denkmalpflege geführt wird. Die folgenden Angaben ersetzen nicht die rechtsverbindliche Auskunft der Denkmalschutzbehörde.

## Baudenkmäler nach Ortsteilen

### Brannenburg
| Lage                                    | Objekt                                                  | Beschreibung | Akten-Nr.              | Bild           |
| --------------------------------------- | ------------------------------------------------------- | --- | ---------------------- | -------------- |
| Am Graben 8 (Standort)                  | Wohnhaus                                                | Zweigeschossiger verputzter Flachsatteldachbau mit Laube und Hochlaube, 18. Jahrhundert | D-1-87-120-1 Wikidata  | Wohnhaus       |
| Bergstraße 1 (Standort)                 | Bauernhaus                                              | Einfirsthof, zweigeschossiger Satteldachbau mit Kniestock, erdgeschossigem polygonen Eckerker, umlaufender Laube und Hochlaube, im Kern wohl 18. Jahrhundert, im späten 19. Jahrhundert überformt | D-1-87-120-62 Wikidata | Bauernhaus     |
| Bräuhausgasse 2 (Standort)              | Bauernhaus                                              | Einfirsthof, zweigeschossiger Flachsatteldachbau mit Hochlaube, 1802 | D-1-87-120-2 Wikidata  | weitere Bilder |
| Dorfstraße 2 (Standort)                 | Wohnteil des Bauernhauses                               | Zweigeschossiger Flachsatteldachbau mit Laube und breiter Hochlaube, Firstpfette bezeichnet mit 1841 | D-1-87-120-3 Wikidata  | weitere Bilder |
| Dorfstraße 4 (Standort)                 | Wohnteil des Bauernhauses                               | Zweigeschossiger Flachsatteldachbau mit verbrettertem Kniestock und Giebelfeld, Laube und breiter Hochlaube, Mitte 19. Jahrhundert | D-1-87-120-4 Wikidata  | weitere Bilder |
| Dorfstraße 8 (Standort)                 | Bauernhaus, im Kern Einfirsthof, jetzt Hof in Hakenform | Zweigeschossiger Flachsatteldachbau mit Laube und breiter Hochlaube, Firstpfette bezeichnet mit 1838 | D-1-87-120-5 Wikidata  | weitere Bilder |
| Kirchplatz 2 (Standort)                 | ehemaliges Benefiziatenhaus                             | im Kern wohl 18. Jahrhundert, Umnutzung zur Schule um 1803, umfassender Umbau unter Einbeziehung des älteren Erdgeschossmauerwerks zum zweigeschossigen Flachsatteldachbau mit Putzgliederung und dekorativem Schwebegiebel, um 1900 | D-1-87-120-78          | weitere Bilder |
| Kirchplatz 5; Kirchplatz 5 a (Standort) | Katholische Pfarrkirche Mariä Himmelfahrt               | Saalbau mit Satteldach, Westturm mit Spitzhelm und Säulenvorhalle mit geschweiftem Giebelaufsatz, im Kern spätgotisch, um 1680 und 1772–1789 barock überformt; mit Ausstattung Friedhofsummauerung, wohl noch 16./17. Jahrhundert Friedhof mit schmiedeeiserner Grabkreuzen, 18./19. Jahrhundert Friedhofskapelle, Massivbau mit Steildach, Dachreiter mit Haubendach, Säulenvorhalle und Putzgliederungen, um 1910 | D-1-87-120-7 Wikidata  | weitere Bilder |
| Wendelstein 2 (Standort)                | Katholische Bergkirche auf dem Wendelstein              | Höchstgelegene deutsche Kirche in 1730 m Höhe, unverputzter Saalbau mit Satteldach und westlichem Dachreiter mit Satteldach aus Natursteinquadern, neugotisch, 1889–1890 von Max Kleiber; mit Ausstattung | D-1-87-120-11 Wikidata | weitere Bilder |

### Antritt
| Lage                                                      | Objekt                                           | Beschreibung | Akten-Nr.              | Bild           |
| --------------------------------------------------------- | ------------------------------------------------ | --- | ---------------------- | -------------- |
| Am Antritt 14 (Standort)                                  | Bauernhaus                                       | Einfirsthof, zweigeschossiger Flachsatteldachbau mit Laube und breiter Hochlaube; Firstpfette bezeichnet mit 1815 | D-1-87-120-15 Wikidata | weitere Bilder |
| Am Antritt 14; Flur Antritt (Standort)                    | Getreidekasten, jetzt Bienenhaus und Hühnerstall | Erdgeschossiger Blockbau, 18. Jahrhundert | D-1-87-120-16 Wikidata | weitere Bilder |
| Schloßstraße 6; Schloßstraße 7; Schloßstraße 9 (Standort) | Schloss Brannenburg, jetzt Schule                | Mehrteilige Anlage in englischer Neugotik, 1872–1875 von Joseph von Schmaedel für Major Max Reinhardt errichtet, Hauptschloss im Kern mit Vorgängerbau von 1561 Hauptschloss bestehend aus drei dreigeschossigen verputzten Baukörpern mit Satteldächern, Segmentbogenfenstern, getreppten Giebeln, Ecktürmchen, Zinnenkranz, Türmen mit Zinnen, Putzgliederungen sowie Schmuckornamenten und Skulpturen aus Werkstein Mit dem Hauptschloss verbundene Schlosskapelle Hl. Kreuz, Satteldachbau mit vorgelagertem Südturm mit Haubendach, Spitzbogenfenstern mit Maßwerk und Putzgliederungen, neugotisch, um 1858; mit Ausstattung Westliches Nebengebäude, zweigeschossiger Satteldachbau mit zweigeschossigen Anbauten mit Flachdächern, getrepptem Giebel und Putzgliederungen, neugotisch, wohl 1872–1875 Südliches Nebengebäude, erdgeschossiger Walmdachbau mit zweigeschossigem Zwerchhaus mit getrepptem Giebel und Segmentbogenfenstern, neugotisch, wohl 1872–1875 Parkanlage, 19. Jahrhundert Neptunsbrunnen, ovales und polygonales Becken mit schmiedeeisernen Gittern und Neptunsfigur aus Bronze, 18. Jahrhundert | D-1-87-120-8 Wikidata  | weitere Bilder |

### Degerndorf am Inn
| Lage                                    | Objekt                                                          | Beschreibung | Akten-Nr.              | Bild                  |
| --------------------------------------- | --------------------------------------------------------------- | --- | ---------------------- | --------------------- |
| Bahnhofstraße 98 (Standort)             | Villa, sogenannte Villa Steinbeis                               | Zweigeschossiger Satteldachbau über hohem Sockel mit großem Giebelrisalit und Wandgliederungen, in historisierender Formensprache, 1870, Umbau durch Architekt Emanuel von Seidl, um 1900 | D-1-87-120-19 Wikidata | weitere Bilder        |
| Biber; am Westhang der Biber (Standort) | Ehemalige Klause                                                | Reste des Eremitenhauses von 1628 und der Höllenklause | D-1-87-120-21 Wikidata | weitere Bilder        |
| Biberhöhe 5 (Standort)                  | Katholische Wallfahrtskirche St. Maria Magdalena, auf der Biber | Saalbau mit Satteldach, südwestlichem Turm mit Zwiebelhaube, Nebenkapelle und Vorhalle, von Peter Antretter 1627–1630 errichtet, Verlängerung nach Osten und Anbau einer Nebenkapelle 1664, 1870–1871 Turm und Vorhalle; mit Ausstattung Kreuzweg, hufeisenförmige Einfriedung mit drei Portalen und 12 Stationskapellen als polygonale Wandnischen um die Wallfahrtskirche herum, 1733–1736; mit Ausstattung Hl. Grab, gruftartig versenkte Nische, Mitte 18. Jahrhundert; mit Ausstattung Freikanzel, sechseckige, turmartige Kanzel mit hölzerner Zwiebelhaube, 1637 | D-1-87-120-20 Wikidata | weitere Bilder        |
| Biberhöhe 7 (Standort)                  | Ehemaliges Arbeiterwohnhaus des Steinbruchs                     | schmaler zweigeschossiger Nagelfluhbau mit Ziegelgliederung, Satteldach und holzverschaltem Kniestock, 2. Hälfte 19. Jh. Gebäude ist in sehr schlechtem Zustand: Fenster zerbrochen, Dach und Holzverschalung stark beschädigt (Stand Februar 2024). | D-1-87-120-84          | weitere Bilder        |
| Grießenbachstraße 7 (Standort)          | Einfamilienhaus                                                 | Wohnhaus in Fertigteilbauweise, eingeschossiger Holzbau, ehem. mit geschweiftem Tonnendach, im Landhausstil, für die Rosenheimer Gewerbeausstellung von 1909 nach Plänen von Otto Heinrich Riemerschmid und Otto von Steinbeis konzipiertes Musterhaus, Wiederaufbau in Brannenburg mit Mansardschopfwalmdach, 1912, später einachsig nach Süden verlängert. | D-1-87-120-83          | weitere Bilder        |
| Kirchenstraße 22 (Standort)             | Katholische Pfarrkirche Christkönig                             | Saalbau aus unverputztem Nagelfluhsteinen mit Steildach und Turm mit Zwiebelhaube, 1947–1949; mit historischer Ausstattung | D-1-87-120-23 Wikidata | weitere Bilder        |
| Nußdorfer Straße 9 (Standort)           | Ehemaliges Offizierskasino                                      | Abseits des ehemaligen Kasernenareals gelegener langgestreckter Walmdachbau mit repräsentativen Räumen im Erdgeschoss, Wohnräumen im Obergeschoss und großem Saal zur östlichen Schmalseite, mit Wintergarten-Vorbau und Gartenterrasse, nach Entwurf der Heeresbauverwaltung mit Willy Appel und Paul Mayr, um 1936/37; mit Ausstattung Mit Garten-Einfriedungsmauer und Hofmauer mit Torpfeilern, gleichzeitig | D-1-87-120-71 Wikidata | weitere Bilder        |
| Rosenheimer Straße 9 (Standort)         | ehemalige Schule                                                | zweigeschossiger Nagelfluhbau mit profiliertem Traufgesims, Satteldach mit Zwerchhäusern, Lehrsäle mit großer giebelseitiger Befensterung, Reformstil mit barockisierenden Anklängen, 1909; an der Westseite rechteckiges Brunnenbecken, gleichzeitig | D-1-87-120-85          | weitere Bilder        |
| Rosenheimer Straße 10 (Standort)        | Bauernhaus                                                      | Einfirsthof, zweigeschossiger Flachsatteldachbau mit umlaufender Laube und Hochlaube, 17./18. Jahrhundert Getreidekasten, Blockbau, zum Teil durch Stadel überbaut, wohl 17. Jahrhundert | D-1-87-120-24 Wikidata | weitere Bilder        |
| Rosenheimer Straße 18 (Standort)        | Katholische Filialkirche St. Ägidius                            | Saalbau mit Steildach und Nordturm mit Spitzhelm und Giebeln, romanische Langhausmauern, 1659 durch Martin Tanner und 1741 durch Thomas Rechenauer barocker Ausbau, 1873 Turmhelm; mit Ausstattung | D-1-87-120-25 Wikidata | weitere Bilder        |
| Sudelfeldstraße 4 (Standort)            | Ehemaliges Bauernhaus                                           | Einfirsthof, zweigeschossiger Flachsatteldachbau mit Laube, breiter Hochlaube und traufseitigen Lauben, Firstpfette bezeichnet mit 1830 | D-1-87-120-26 Wikidata | Ehemaliges Bauernhaus |
| Sudelfeldstraße 8 (Standort)            | Bauernhaus                                                      | Einfirsthof, zweigeschossiger Flachsatteldachbau mit Blockbauobergeschoss, umlaufender Laube und verbretterter Hochlaube, Mitte 18. Jahrhundert | D-1-87-120-27 Wikidata | weitere Bilder        |
| Sudelfeldstraße 32 (Standort)           | Bauernhaus                                                      | Einfirsthof, zweigeschossiger Flachsatteldachbau aus unverputztem Mischmauerwerk mit Laube und breiter Hochlaube, 1845 | D-1-87-120-28 Wikidata | weitere Bilder        |
| Sudelfeldstraße 34 (Standort)           | Bauernhaus                                                      | Einfirsthof, zweigeschossiger Flachsatteldachbau mit Blockbauobergeschoss, umlaufender Laube und Hochlaube, 1774 | D-1-87-120-29 Wikidata | weitere Bilder        |
| Sudelfeldstraße 36 (Standort)           | Bauernhaus                                                      | Einfirsthof, zweigeschossiger Flachsatteldachbau mit Laube, Hochlaube, Wandmalereien und Sterntür, 1784, Wandbilder 19. Jahrhundert | D-1-87-120-30 Wikidata | weitere Bilder        |
| Sudelfeldstraße 38 (Standort)           | Bauernhaus                                                      | Einfirsthof, zweigeschossiger Flachsatteldachbau mit Blockbauobergeschoss, Eckerker, verbrettertem Giebel und umlaufender Laube, 2. Hälfte 18. Jahrhundert | D-1-87-120-31 Wikidata | weitere Bilder        |
| Sudelfeldstraße 42 (Standort)           | Bauernhaus                                                      | Einfirsthof, zweigeschossiger Flachsatteldachbau aus unverputztem Nagelfluhmauerwerk, Laube und breiter Hochlaube, um 1800. | D-1-87-120-32 Wikidata | weitere Bilder        |
| Sudelfeldstraße 52 (Standort)           | Bauernhaus                                                      | Einfirsthof, zweigeschossiger Flachdachbau mit teilweise verputztem Blockbauobergeschoss und Hochlaube, 2. Hälfte 18. Jahrhundert | D-1-87-120-33 Wikidata | weitere Bilder        |
| Sudelfeldstraße 66 (Standort)           | Bauernhaus                                                      | Einfirsthof, zweigeschossiger Flachsatteldachbau aus unverputztem Nagelfluhmauerwerk mit Laube und Hochlaube, um 1850 | D-1-87-120-34 Wikidata | weitere Bilder        |

### Gmain
| Lage                        | Objekt                                        | Beschreibung | Akten-Nr.              | Bild                                          |
| --------------------------- | --------------------------------------------- | --- | ---------------------- | --------------------------------------------- |
| Gmain 23 (Standort)         | Bauernhaus, Einfirsthof, sogenannt Beim Weber | Zweigeschossiger Blockbau mit Flachsatteldach, umlaufender Laube und verbretterter Hochlaube, Firstpfette bezeichnet mit 1751 | D-1-87-120-41 Wikidata | Bauernhaus, Einfirsthof, sogenannt Beim Weber |
| Schrofenstraße 8 (Standort) | Bauernhaus                                    | Einfirsthof, zweigeschossiger Flachsatteldachbau aus unverputztem Feldsteinmauerwerk mit Laube und Hochlaube, wohl nach 1810  | D-1-87-120-40 Wikidata | weitere Bilder                                |

### Milbing
| Lage                           | Objekt                                  | Beschreibung | Akten-Nr.              | Bild           |
| ------------------------------ | --------------------------------------- | --- | ---------------------- | -------------- |
| Milbinger Straße 26 (Standort) | Hofkapelle                              | Halbrund geschlossener Bau mit Steildach und erneuerter Wandmalerei, 19. Jahrhundert; mit Ausstattung                                               | D-1-87-120-49 Wikidata | weitere Bilder |
| Milbinger Straße 26 (Standort) | Ehemaliges Bauernhaus, jetzt Gaststätte | Einfirsthof, zweigeschossiger Flachsatteldachbau mit Laube, Hochlaube und Giebelbundwerk, 2. Hälfte 18. Jahrhundert, Hausname: Müller               | D-1-87-120-45 Wikidata | weitere Bilder |
| Milbinger Straße 31 (Standort) | Ehemaliges Bauernhaus                   | Einfirsthof, zweigeschossiger Flachsatteldachbau mit Blockbauobergeschoss, umlaufender Laube und Hochlaube, 18. Jahrhundert, Hausname: Wagner       | D-1-87-120-46 Wikidata | weitere Bilder |
| Milbinger Straße 41 (Standort) | Wohnteil des ehemaligen Bauernhauses    | Zweigeschossiger Flachsatteldachbau mit traufseitiger Laube, um 1800; Hausname Riepl                                                                | D-1-87-120-47 Wikidata | weitere Bilder |
| Milbinger Straße 43 (Standort) | Bauernhaus                              | Zweigeschossiger Flachsatteldachbau mit verputztem Blockbau-Obergeschoss, verbrettertem Giebel und traufseitiger Laube, um 1800: Hausname Schneider | D-1-87-120-48 Wikidata | weitere Bilder |

### Sankt Margarethen
| Lage                                | Objekt                                   | Beschreibung | Akten-Nr.              | Bild           |
| ----------------------------------- | ---------------------------------------- | --- | ---------------------- | -------------- |
| Sankt Margarethen 10 (Standort)     | Bauernhaus, sogenannt „Beim Gugg“        | Einfirsthof, Stammhof der Baumeisterfamilie Dientzenhofer, zweigeschossiger Flachsatteldachbau mit Blockbauobergeschoss, dreiseitig umlaufender Laube und verbretterter Hochlaube, Türstock bezeichnet mit 1542 Stadel, erdgeschossiger, teilweise verbretterter Flachsatteldachbau aus unverputztem Bruchsteinmauerwerk mit hohem Kniestock, wohl 16. Jahrhundert | D-1-87-120-51 Wikidata | weitere Bilder |
| Sankt Margarethen 11 (Standort)     | Bauernhaus, sogenannt „Beim Dornerer“    | Einfirsthof, zweigeschossiger Flachsatteldachbau mit Eckerker, Blockbauobergeschoss, umlaufender Laube und Hochlaube, um 1720 neu aufgebaut, Dachstuhl 1899 angehoben Stadel, zweigeschossiger verbretterter Holzbau mit Satteldach und integriertem Getreidekasten in Blockbauweise, wohl 18. Jahrhundert | D-1-87-120-52 Wikidata | weitere Bilder |
| Flur Sankt Margarethen (Standort)   | Wegkreuz                                 | Holz, farbig gefasst, 18. Jahrhundert | D-1-87-120-67          | Wegkreuz       |
| Sankt Margarethen 12 1/2 (Standort) | Katholische Filialkirche St. Margarethen | Saalbau mit Steildach, Rund- und Rundbogenfenstern, Südturm mit Treppengiebel, spätgotisch, Langhaus 13./14. Jahrhundert, Chor und Turm spätes 15. Jahrhundert, 1654 Verlängerung nach Westen durch Martin Tanner, 1755 barocke Umgestaltung und Erweiterung, 1877 Turmzinnen; mit Ausstattung Friedhof mit schmiedeeisernen Grabkreuzen, 19. Jahrhundert Friedhofsmauer mit zwei Pforten Beinhaus, kleiner Massivbau mit Flachdach und Segmentbogenfenster, wohl 19. Jahrhundert | D-1-87-120-50 Wikidata | weitere Bilder |

## Weitere Ortsteile
| Lage                                                            | Objekt                                                                | Beschreibung | Akten-Nr.              | Bild                                         |
| --------------------------------------------------------------- | --------------------------------------------------------------------- | --- | ---------------------- | -------------------------------------------- |
| Altenburg Altenburg 1 (Standort)                                | Bauernhaus                                                            | Einfirsthof, zweigeschossiger Flachsatteldachbau aus unverputztem Mischmauerwerk mit verbrettertem Kniestock, breiter Laube und Hochlaube, an der Firstpfette bezeichnet mit 1804, Wohnteil um 1900 überformt | D-1-87-120-14 Wikidata | Bauernhaus                                   |
| Bichl Bichl 19 (Standort)                                       | Bauernhaus                                                            | Einfirsthof, zweigeschossiger Flachsatteldachbau mit Blockbauobergeschoss und umlaufender Laube, 1792 Im Giebelfeld großformatige Verkündigungsszene, Holz, farbig gefasst, wohl 18. Jahrhundert | D-1-87-120-17 Wikidata | weitere Bilder                               |
| Brunnthal Brunnthal 20 (Standort)                               | Bauernhaus                                                            | Einfirsthof, zweigeschossiger Flachsatteldachbau mit Blockbau-Obergeschoss, umlaufender Laube und Hochlaube, Erdgeschoss teils mit Gewölben, Firstpfette bezeichnet mit 1801, im Kern älter | D-1-87-120-18 Wikidata | Bauernhaus                                   |
| Erlach Biberstraße 51 (Standort)                                | Zuhaus                                                                | Zweigeschossiger Satteldachbau aus teils unverputztem Nagelfluhmauerwerk und verbrettertem Obergeschoss mit umlaufender Laube, Kruzifix im Giebelfeld, 3. Viertel 19. Jahrhundert | D-1-87-120-36 Wikidata | weitere Bilder                               |
| Gembachau Gembachau 5 (Standort)                                | Bauernhaus                                                            | Einfirsthof, zweigeschossiger Flachsatteldachbau mit Blockbauobergeschoss, umlaufender Laube und seitlich verbretterter Hochlaube, 18. Jahrhundert | D-1-87-120-37 Wikidata | BW                                           |
| Gembachau In Gembachau (Standort)                               | Ehemalige Schmiede                                                    | Satteldachbau, teils Massiv-, teils Holzbau, 19. Jahrhundert; mit alter Einrichtung | D-1-87-120-38 Wikidata | BW                                           |
| Hinterkronberg Hinterkronberg 8 (Standort)                      | Bergbauernhaus                                                        | Einfirsthof, zweigeschossiger Flachsatteldachbau mit verbrettertem Giebel, Laube und Hochlaube, 2. Hälfte 18. Jahrhundert | D-1-87-120-42 Wikidata | BW                                           |
| Hinterkronberg Sudelfeldstraße 120 (Standort)                   | Wasserkraftwerk Hinterkronenberg                                      | zum Betrieb der Wendelsteinbahn gehörig, Satteldachbau mit hohem Erdgeschoss aus Natursteinmauerwerk und mächtigen Stützpfeilern, Obergeschoss aus Ziegelmauerwerk, mit Werkswohnung, eingezogenem Balkon und verbrettertem Giebel, rückwärtig niedrigerer Anbau, reduzierter Heimatstil, 1910; mit technischer Ausstattung; zugehöriger Stauweiher mit Wehr, gleichzeitig, Rohrverbindung zum Kraftwerk 1925 | D-1-87-120-72          | BW                                           |
| Höf Höf 16; Nähe Höf (Standort)                                 | Bauernhaus                                                            | Einfirsthof, zweigeschossiger Flachsatteldachbau mit Blockbauobergeschoss und umlaufender Laube, 17./18. Jahrhundert, stark erneuert und ausgebaut | D-1-87-120-43 Wikidata | Bauernhaus                                   |
| Kohlhaufmühle Kohlhaufmühle 1 (Standort)                        | Mühle, sogenannte Kohlhaufmühle                                       | Einfirsthof, Wohnteil zweigeschossiger Flachsatteldachbau mit Laube und breiter Hochlaube, Wirtschaftsteil mit traufseitiger Laube, um Mitte 19. Jahrhundert. Die Kohlhaufmühle erhielt ihren Namen von dem Kohlenmeiler, der an der oberen Brücke über den Grießenbach stand. | D-1-87-120-44 Wikidata | weitere Bilder                               |
| Mailalm Wendelstein 7 (Standort)                                | Alm, sogenannte Mitteralm oder auch Mail-Alm                          | Erdgeschossiger Blockbau mit Flachsatteldach, wohl 18. Jahrhundert | D-1-87-120-65 Wikidata | Alm, sogenannte Mitteralm oder auch Mail-Alm |
| Mitteralm Reindleralm; am Weg Mitteralm-Reindleralm (Standort)  | Gedenkstein für zwei durch eine Lawine ums Leben gekommene Geistliche | Kalkstein mit Inschrifttafel, bezeichnet mit 1909 | D-1-87-120-66 Wikidata | BW                                           |
| Schwarzlack Schwarzlack 1 (Standort)                            | Katholische Wallfahrtskirche Mariahilf und St. Johann Nepomuk         | Nach Nordwesten gerichteter Saalbau mit Satteldach, verschindeltem Dachreiterturm mit Spitzhelm über dem Chor und Schweifgiebel mit Pilastergliederung, spätbarock, 1751–1754 von Philipp Millauer nach Plänen Abraham Millauers errichtet, 1763 von Johann Achleitner vollendet; mit Ausstattung | D-1-87-120-54 Wikidata | weitere Bilder                               |
| Schwarzlack Schwarzlack 2 (Standort)                            | Ehemalige Klause, jetzt Gasthaus                                      | Zweigeschossiger Flachsatteldachbau mit hohem hölzernen Kniestock, 1764 nach Plan von Johann Thaller errichtet, 2. Hälfte 19. Jahrhundert Umbau | D-1-87-120-55 Wikidata | weitere Bilder                               |
| Steinberg Milbinger Straße 49 (Standort)                        | Ehemaliges Brechelbad                                                 | Brechelbad, erdgeschossiger Flachsatteldachbau aus unverputztem Nagelfluhmauerwerk, am First bezeichnet mit ‚1822‘ | D-1-87-120-56 Wikidata | weitere Bilder                               |
| Thann Dientzenhoferstraße 18; Dientzenhoferstraße 16 (Standort) | Landhaus                                                              | In der Art eines Einfirsthofes errichteter zweigeschossiger Flachsatteldachbau mit Hochlaube, im alpenländischen Heimatstil, 1904, Umbau und Innenausstattung der Wohnräume und des Ateliers des Malers Ernst Maria Fischer und seines Vaters, des Pädagogen Aloys Fischer, 1929; mit Ausstattung Zugehöriger parkartiger Garten                                                                              | D-1-87-120-63          | Landhaus                                     |
| Thann Thann 26 (Standort)                                       | Ehemaliges Bauernhaus                                                 | Einfirsthof, zweigeschossiger Flachsatteldachbau mit verputztem Blockbauobergeschoss, Laube und Hochlaube, im Kern wohl 18. Jahrhundert | D-1-87-120-57 Wikidata | Ehemaliges Bauernhaus                        |
| Tiefenbach Tiefenbach 5 (Standort)                              | Wohnteil des ehemaligen Bauernhauses                                  | Zweigeschossiger Flachsatteldachbau mit verputztem Blockbauobergeschoss, verbrettertem Giebelfeld und Hochlaube, Firstpfette bezeichnet mit 1704 | D-1-87-120-58 Wikidata | Wohnteil des ehemaligen Bauernhauses         |
| Vorderkronberg Vorderkronberg 7 a (Standort)                    | Zuhaus                                                                | Zweigeschossiger Flachsatteldachbau, Erdgeschoss aus Bruchsteinmauerwerk, Obergeschoss Holzständerbau, Firstpfette bezeichnet mit 1842 | D-1-87-120-59 Wikidata | BW                                           |
| Vorderleiten Vorderleiten 1 (Standort)                          | Ehemaliges Bauernhaus                                                 | Einfirsthof, zweigeschossiger Flachsatteldachbau mit Blockbauobergeschoss, dreiseitig umlaufender Laube und Hochlaube, 18. Jahrhundert | D-1-87-120-60 Wikidata | Ehemaliges Bauernhaus                        |
| Waching Sudelfeldstraße 106; Wendelstein 1 (Standort)           | Wendelsteinbahn                                                       | Älteste deutsche Zahnradbahn, 1910–12 von Geheimrat Otto von Steinbeis erbaut, 7 Tunnels, 8 Galerien, 12 Brücken, Stützmauern und Substruktionen, darunter die 17 m „Hohe Mauer“, zwei Zuggarnituren von 1912, eine Lokomotive von 1936 Talbahnhof ursprünglich am Bahnhof Degerndorf, ursprüngliche Gesamtlänge 9,95 km, Zurückverlegung des Bahnhofs 1961 nach Waching, seitdem 7,66 km                     | D-1-87-120-53 Wikidata | weitere Bilder                               |
| Wendelsteinhaus Wendelstein 4 (Standort)                        | Kapelle                                                               | Gipfelkapelle auf dem Wendelstein, ovaler verschindelter Holzbau auf Steinsockel mit Satteldach, 1718; mit Ausstattung. identisch mit D-1-82-112-36 (Bayrischzell) | D-1-87-120-12 Wikidata | weitere Bilder                               |
| Wiesenhausen Wiesenhausen 1 (Standort)                          | Ehemaliger Getreidekasten                                             | Blockbau, 18. Jahrhundert, in Stadel integriert | D-1-87-120-61 Wikidata | Ehemaliger Getreidekasten                    |

## Ehemalige Baudenkmäler
| Lage                              | Objekt                | Beschreibung | Akten-Nr.              | Bild                  |
| --------------------------------- | --------------------- | --- | ---------------------- | --------------------- |
| Aich Sulzbergstraße 10 (Standort) | Bauernhaus            | Einfirsthof, zweigeschossiger Flachsatteldachbau mit Blockbauobergeschoss, umlaufender Laube und Hochlaube, 18. Jahrhundert | D-1-87-120-13 Wikidata | BW                    |
| Kirchplatz 4 (Standort)           | Ehemaliges Bauernhaus | Zweigeschossiger Flachsatteldachbau mit breiter Hochlaube, um 1800                                                          | D-1-87-120-6 Wikidata  | Ehemaliges Bauernhaus |
| Mühlenstraße 11 (Standort)        | Bauernhaus            | Einfirsthof, zweieinhalbgeschossiger Flachsatteldachbau mit Laube und Hochlaube, Firstpfette bezeichnet mit 1851            | D-1-87-120-39 Wikidata | Bauernhaus            |